# Trimeresurus albolabris
Crotale des Bambous, Fer de lance asiatique
Espèce
Synonymes
- Cryptelytrops albolabris (Gray, 1842)

Statut de conservation UICN

 LC  : Préoccupation mineure
Trimeresurus albolabris, le Crotale des Bambous ou Crotale des arbres à lèvres blanches ou Fer de lance asiatique, est une espèce de serpents de la famille des Viperidae.

## Répartition
Cette espèce se rencontre :
- en Inde ;
- au Népal ;
- en Birmanie ;
- en Thaïlande ;
- en Malaisie ;
- au Cambodge ;
- au Laos ;
- au Viêt Nam ;
- en Chine ;
- en Indonésie.

## Habitat
Le crotale des bambous vit dans les épais sous-bois des forêts tropicales et dans les plantations ainsi que dans la jungle et dans la mangrove côtière.

## Description
C'est un serpent venimeux de couleur vert vif, avec une face ventrale plus pâle.
Cette espèce présente un dimorphisme sexuel : les femelles sont d'un vert uniforme, en particulier la tête et sont les plus grandes, pouvant atteindre 80 centimètres de long ; les mâles ont une ligne blanche non brisée qui s'étirent le long de leur flanc, tête incluse ("lèvres blanches"), et sont plus petits, pouvant atteindre seulement 60 centimètres.
Le crotale des bambous est un chasseur nocturne aux mœurs arboricoles. Il utilise ses fossettes thermosensibles localisées entre ses yeux et ses narines pour s'aider à repérer ses proies qui sont essentiellement des rongeurs (rats, souris) et parfois des grenouilles. Comme tous ses cousins d'Amérique, ce crotale possède une dentition solénoglyphe, c'est à- dire des crochets rétractables relativement longs qui lui permettent d'inoculer son venin.

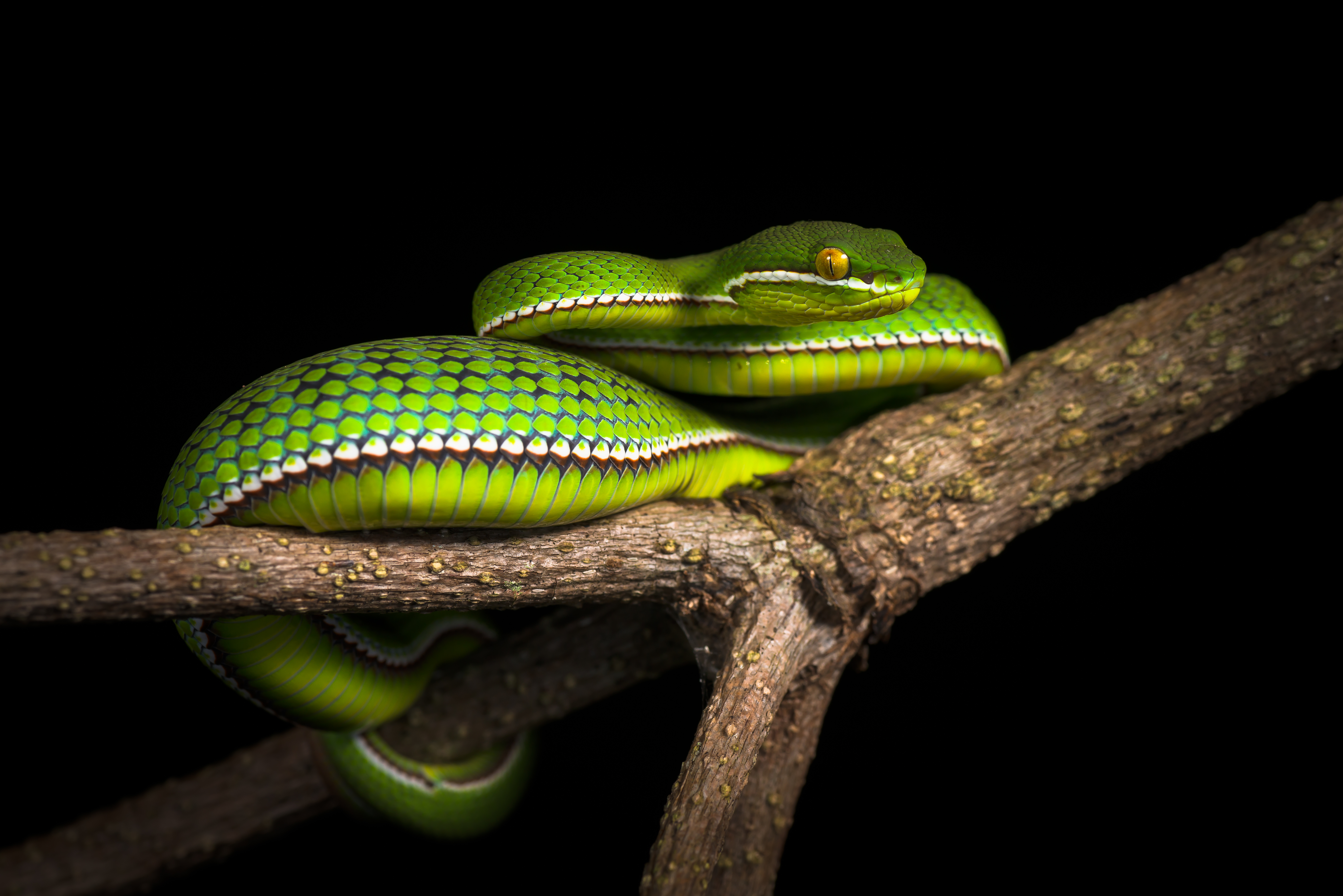
Jeune mâle dans le parc national de Kaeng Krachan
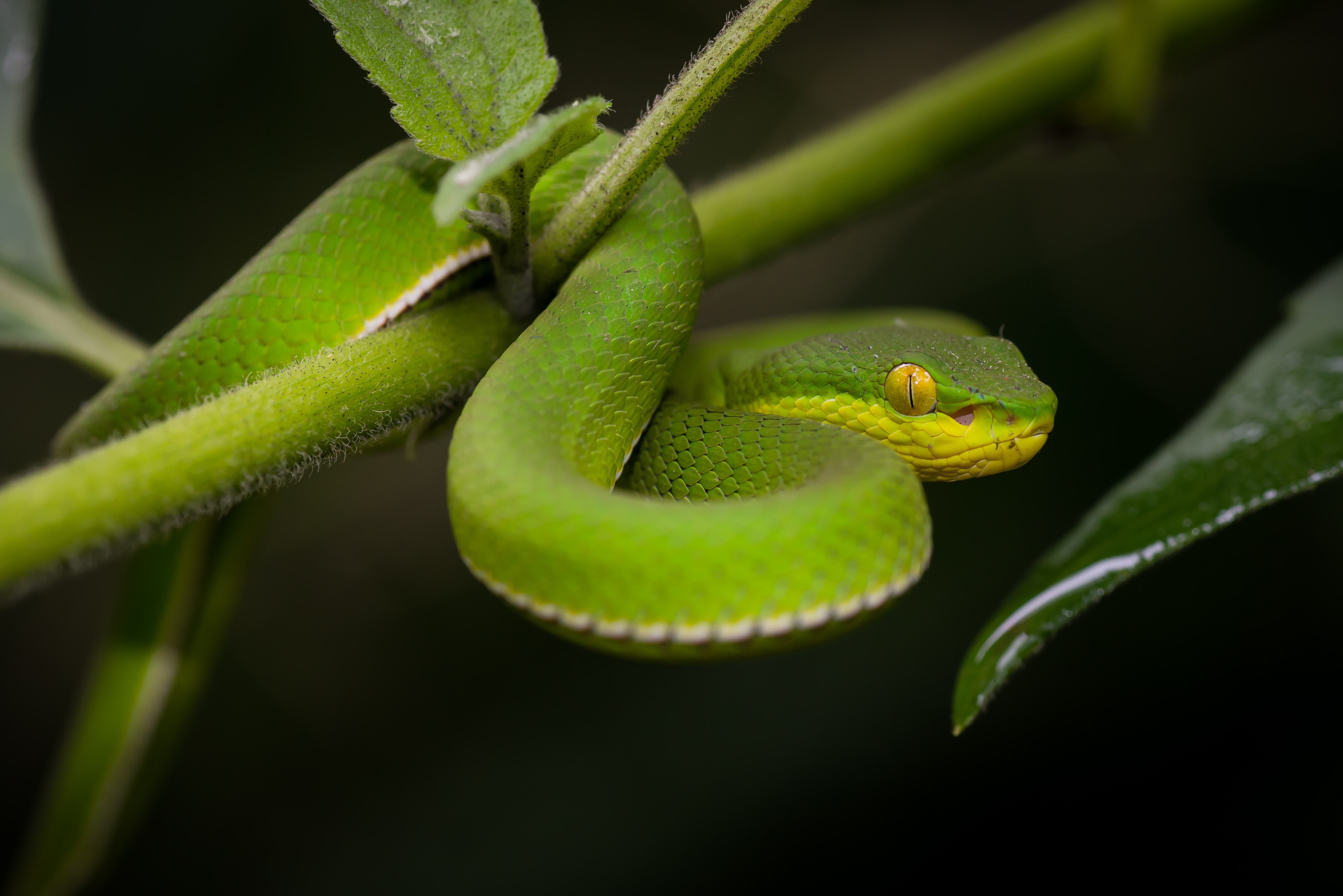
Jeune femelle dans le parc national de Kaeng Krachan
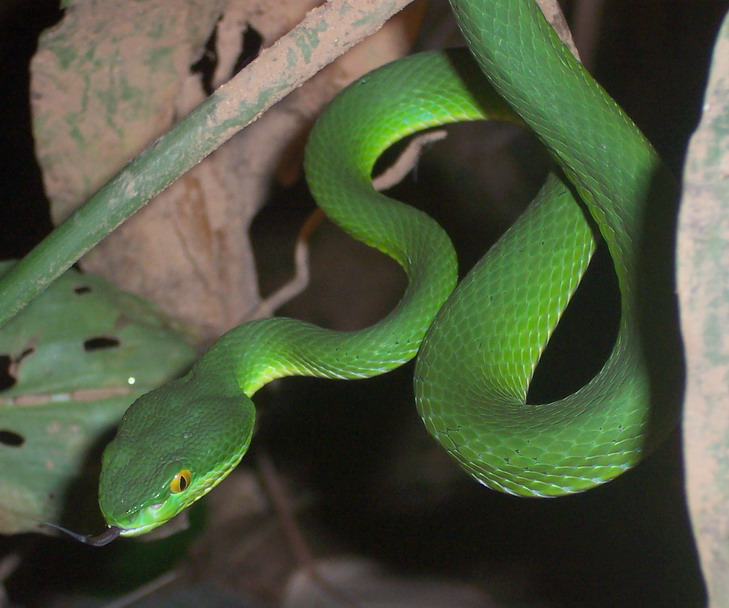
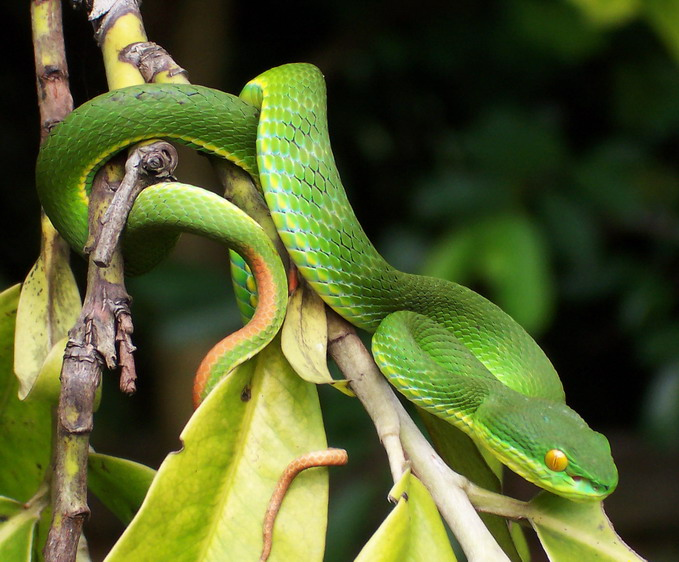
mâle
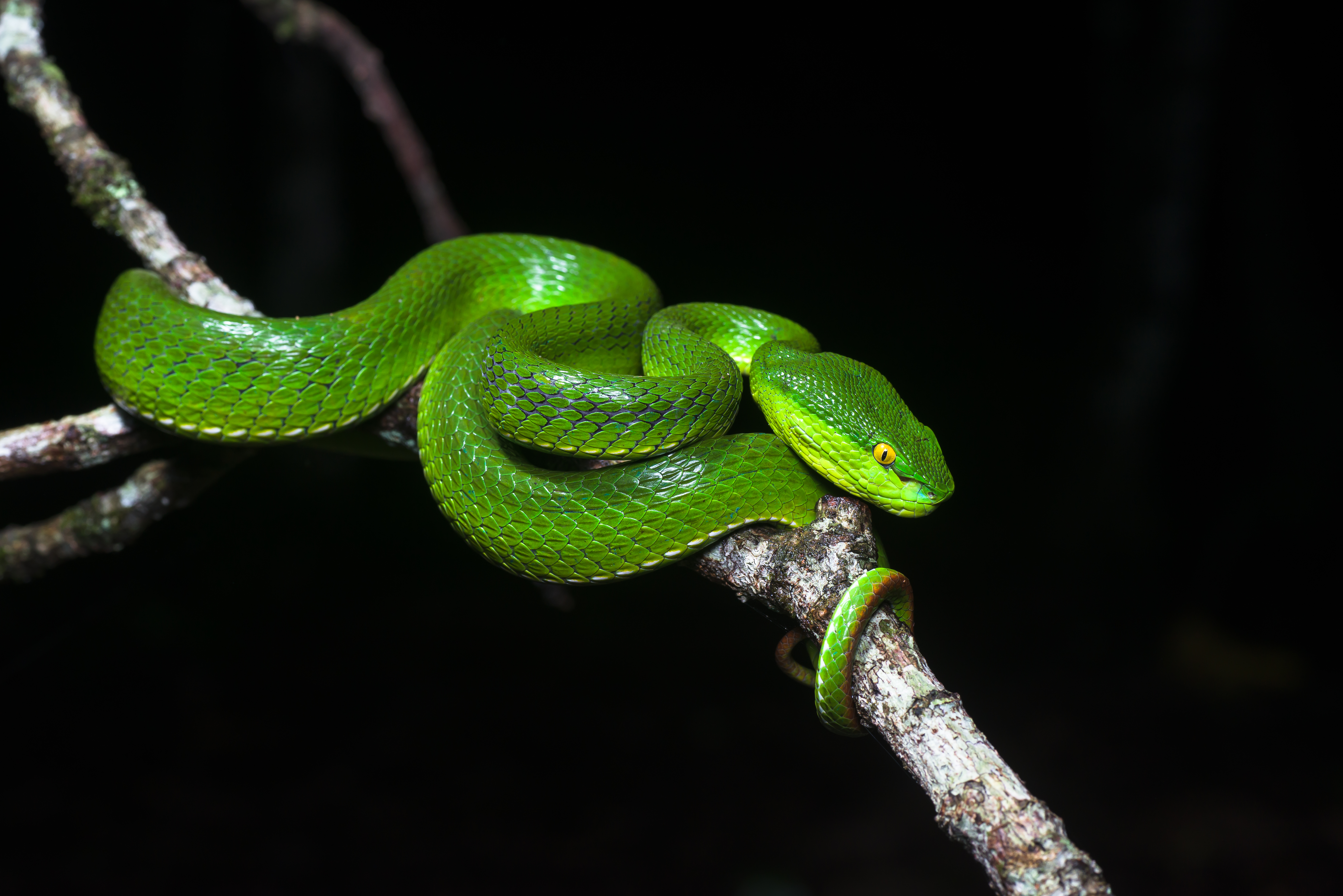
femelle

## Reproduction
Les crotales des bambous se reproduisent après la saison des pluies. Ce serpent est ovovivipare, il peut donner naissance entre 8 et 12 petits crotales déjà formés d'un vingtaine de centimètres.

## Danger
Le Crotale des Bambous, de par sa robe verte, est particulièrement recherché par les collectionneurs, notamment car ils possèdent une fausse réputation de « venimeux peu dangereux ». En France en 1999, sur les douze observations d’envenimations par animaux exotiques colligés par le Centre Antipoison de Marseille, trois mettaient en cause des Crotales des Bambous, dont la morsure peut entraîner des troubles de la coagulation sévères et des signes loco-régionaux extensifs pouvant nécessiter une prise en charge chirurgicale (aponévrectomie de décharge). Son venin est hémotoxique. À défaut d'être d'une grande dangerosité, il est constant que les chercheurs ou éleveurs qui ont été accidentellement envenimés lors des nourrissages ou manipulation ont officiellement prétendu sur leurs sites ou ouvrages techniques que la douleur correspondant à ce venin est la plus insoutenable de toutes celles qu'ils ont connues jusqu'alors bien qu'elle ne demeure pas constante et décroisse rapidement.
En Asie du Sud-Est, les fréquentes morsures du crotale du bambous sont heureusement rarement sérieuses.

## Publication originale
- Gray, 1842 : Synopsis of the species of Rattle-Snakes, or Family of CROTALIDÆ. The Zoological Miscellany, vol. 2, p. 47-51 (texte intégral).